# 라마단 혁명

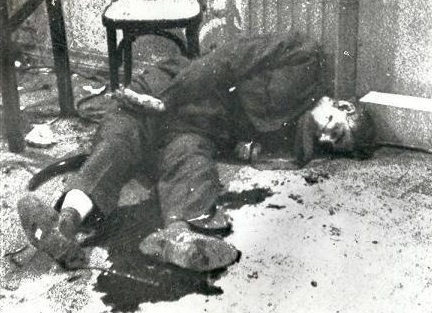
살해당한 압둘카림 카심 총리

라마단 혁명 또는 2·4 혁명은 1963년 2월 8일부터 10일까지 일어난 바트당의 이라크 지부에 의한 군사 쿠데타로, 이들은 1958년 7·14 혁명을 일으킨 이후 정권을 잡고 있던 압둘카림 카심 총리를 축출하고 바트당 정권을 수립하였다. 라마단 14번째 날이던 2월 8일에 발생하여 라마단 혁명이라는 이름이 붙여졌다.
쿠데타 이후 세워진 새 정부에서는, 대중적 인기를 고려하여 카심과 함께 7·14 혁명을 일으켰으나 권력 투쟁에서 밀려났던 압둘 살람 아리프에게 상징적인 대통령 지위가 부여되었고, 바트당의 핵심 인물이던 육군 장교 아흐마드 하산 알바크르가 총리로 임명되었다. 국민 방위군을 통제할 권력을 가진 이라크 바트당 총서기 알리 살리흐 알 사아디(علي صالح السعدي)는 쿠데타 직후 반대파를 유혈 탄압하였다.
그러나 약 9개월만에 당 내분으로 1963년 11월 나세르주의자들에 의해 정부가 국민 방위군의 해산을 명령하는 무혈 쿠데타가 일어나 이 정권은 무너졌다. 또 새로 세워진 아랍 사회주의 연합 정권도 1968년 바트당파가 다시 일으킨 7·17 혁명으로 무너졌고, 이후 바트당 정권 하의 이라크가 수립된다.

## 같이 보기
- 바트당 (이라크)